# (2363) Кебрион
(2363) Кебрион (лат. Cebriones, др.-греч. Κεβριόνης) — троянский астероид Юпитера, двигающийся в точке Лагранжа L5, в 60° позади планеты, который принадлежит к спектральному классу D. Астероид был открыт 22 ноября 1979 года китайскими астрономами в нанкинской обсерватории Цзыцзиньшань и назван в честь Кебриона, одного из сыновей Приама в древнегреческой мифологии.

Орбита астероида Кебрион и его положение в Солнечной системе
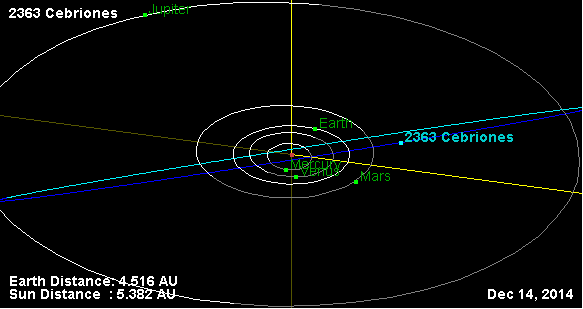
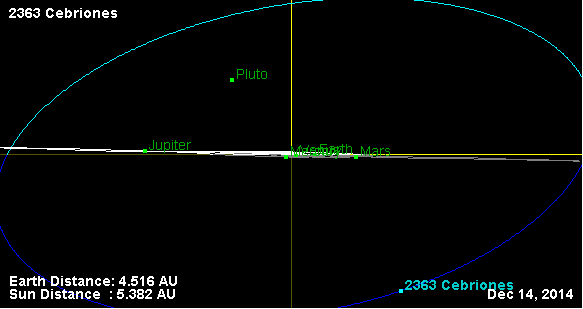

Фотометрические наблюдения, проведённые в 1994 году, позволили получить кривые блеска этого тела, из которых следовало, что период вращения астероида вокруг своей оси равняется 20,05 ± 0,04 часам, с изменением блеска по мере вращения 0,22 ± 0,01 m.